# Branickii
Branickii – jeden z licznych eponimów stosowanych w zoologii jako epitet gatunkowy wielu gatunków zwierząt. W tym przypadku mający na celu upamiętnienie trzech przyrodników: Konstanty Branicki, Władysław Grzegorz Branicki, Aleksander Branicki.
Nazwisko Branickich zostało wielokrotnie użyte w epitecie gatunkowym różnych gatunków zwierząt:
1. dla uczczenia Władysława Branickiego:
- Leptosittaca branickii – złotopiórka
- Theristicus branickii – ibis Branickiego

2. dla uczczenia Konstantego Branickiego:
- Dinomys branickii – pakarana Branickiego
- Heliodoxa branickii – brylancik rdzawoskrzydły
- Odontorchilus branickii – strzyż Branickiego
- Tangara vassorii branickii – podgatunek tangarki modrej

3. dla uczczenia Aleksandra Branickiego:
- Nothoprocta ornata branickii – podgatunek kusacza ozdobnego